# Culex orbostiensis
Culex orbostiensis är en tvåvingeart som beskrevs av Nikolas Vladimir Dobrotworsky 1957. Culex orbostiensis ingår i släktet Culex och familjen stickmyggor. Inga underarter finns listade i Catalogue of Life.